# Isla Todos Santos
Az Isla Todos Santos 97 km-re délre található a Csendes-óceánban a Kalifornia-Mexikó határvonaltól. Legfőbb jellemzői a szörfözésre kiválóan alkalmas, 15-18 m-es magasságot elérő hullámok. A két szigetből álló szigetcsoport lakatlan.
A sziget csak hajóval közelíthető meg, a szörfözésre alkalmas terület eléréséhez is hajót kell igénybe venni. A déli sziget Ensenada várostól 17 km-re nyugatra található.
A sziget neve nem tévesztendő össze Todos Santos várossal, ami a Kaliforniai-öböl mentén található.